# Clara Törnvall
Clara Susanna Törnvall, född 26 november 1976 i Oscars församling i Stockholm, är en svensk kulturjournalist, programledare och dokumentärfilmare.

## Karriär
Clara Törnvall har sedan 2000 varit aktiv inom kulturjournalistik både i olika program på Sveriges Radio , Sveriges Television, dags- och månadspress. Hon har återkommande medarbetat på kultursidan i Aftonbladet, Svenska Dagbladet och tidningen Fokus. Törnvall har även varit redaktör för TV-produktioner inom kommersiell TV (med Carina Berg som programledare) och medverkat i flera antologier. År 2017 sändes hennes dokumentärfilm om konstsamlaren Theodor Ahrenberg,  Konstsamlaren och katastrofen på Sveriges Television.
2012-2017 var Törnvall verksam som redaktör och programledare på Sveriges Televisions kulturredaktion, bland annat på Babel (redaktör) och Kulturnyheterna (programledare). Hon fick inte förlängt uppdrag av Sveriges Televisions kulturredaktion hösten 2017. Hon menar att det finns en koppling till att hon i samband med Sveriges Televisions arbete efter #metoo berättade om trakasserier från en man på samma arbetsplats som hon hade haft ett förhållande med. Fackförbundet gav sitt stöd att uppsägelsen hade samband med hennes anmälan. Våren 2018 började Clara Törnvall på Sveriges Radio P2 som producent för programmen Musikrevyn och P2 Dokumentär.
Vid 42 års ålder genomgick Clara Törnvall en autismutredning som visade att hon har högfungerande autism. Det ledde till boken Autisterna: om kvinnor på spektrat, som hon menar saknas eftersom diagnosen vanligen beskrivs hos barn eller män och att den ser annorlunda ut för kvinnor.
Om sin autism berättade hon i tv-programmet Fråga doktorn den 15 april 2024.